# Janine Folcheris
Janine Folcheris,  née le 4 novembre 1931 à Nice et morte le 17 décembre 2022 à Cannes, est une joueuse et entraîneuse française de volley-ball.

## Biographie
Janine Folcheris pratique le volley-ball sur les plages cannoises, où elle fait ses débuts en club. Elle rejoint ensuite Paris où elle poursuit ses études pour devenir professeur d'éducation physique et sportive, tout en évoluant au PUC. Diplômée en 1951, elle enseigne à Lyon, et joue en parallèle à l'AS Cannes. Un an plus tard, elle participe à la création de l'ASUL où elle joue. 
Elle est sélectionnée en équipe de France féminine de 1952 à 1962, et en devient la capitaine.
En 1960, elle quitte son activité d'enseignement après avoir été nommée conseillère technique régionale à Lyon, poste qu'elle occupe jusqu'en 1973.
Elle est dans le même temps sélectionneuse de l'équipe de France féminine de 1963 à 1968. En 1973, elle intègre la Direction régionale des sports de Nice et entraîne le Racing Club de Cannes de 1973 à 1976. 
Elle entraîne l'équipe de France masculine handisport de 1988 à 1992, participant notamment aux Jeux paralympiques d'été de 1992, puis prend sa retraite.
Elle est présidente de la commission technique de la Ligue nationale de volley jusqu'en 2004. Elle est nommée au sein de l’équipe de France du XXe siècle en 2001 par l'Association des internationaux français de volley-ball, et est honorée du grade de chevalier de l'Ordre national du Mérite en 2010.